# 거짓 속의 진실
《거짓 속의 진실》(영어: Wrong Is Right, 영국 제목 영어: The Man with the Deadly Lens)은 미국에서 제작된 1982년 정치 풍자 코미디 스릴러 영화이다. 리처드 브룩스가 연출, 각본, 제작을 맡았으며, 숀 코너리 등이 출연하였다. 알려진 다른 제목은 성난 눈동자이다.

## 출연
- 숀 코너리 - 패트릭 헤일 역
- 로버트 콘래드 - 웜뱃 장군 역
- 조지 그리자드 - 베드퍼드 포러스트 "프로스티" 록우드 대통령 역
- 캐서린 로스 - 샐리 블레이크 역
- G.D. 스프래들린 - 잭 필린드로스 역
- 존 색슨 - 호머 허버드 역
- 헨리 실바 - 라피크 역
- 레슬리 닐슨 - 프랭클린 맬러리 역
- 하르디 크뤼거 - 헬무트 웅거 역
- 로버트 웨버 - 하비 역
- 론 무디 - 아와드 왕 역
- 로절린드 캐시 - 포드 부인 역
- 딘 스톡웰 - 해커 역
- 제니퍼 제이슨 리 - 소녀 역
- 미키 존스

## 기타 제작진
- 협력 제작: 조지 그렌빌
- 미술: 에드워드 카패그노

## 우리말 녹음
MBC 성우진 (1994년 9월 18일)
- 황일청 - 패트릭 헤일(숀 코너리)
- 김용식 - 록우드 대통령(조지 그리자드)
- 김은영 - 포드 부통령(로절린드 캐시)
- 이종구 - 필린드로스(G.D. 스프래들린)
- 최병학
- 한규희
- 온영삼
- 박태호
- 김명수
- 이종오
- 최성우
- 이윤연
- 황윤걸
- 김정신
- 김강산
- 양희문
- 이승현